# Paralysie cérébrale
 (septembre 2018).
Si vous disposez d'ouvrages ou d'articles de référence ou si vous connaissez des sites web de qualité traitant du thème abordé ici, merci de compléter l'article en donnant les références utiles à sa vérifiabilité et en les liant à la section « Notes et références ».
Pour les articles homonymes, voir IMC.
 Mise en garde médicale
La paralysie cérébrale  ou infirmité motrice cérébrale (IMC) ou encore infirmité motrice d'origine cérébrale (IMOC) est un trouble du développement, du mouvement et de la posture, responsables de limitations d'activité, causés par des atteintes non progressives survenus dans le cerveau du nouveau-né lors de l'accouchement de la mère (manque d'oxygène, cordon ombilical autour du cou ou au cours du développement du cerveau chez le fœtus ou le nourrisson, au niveau du motoneurone supérieur).
Les sous-types sont classés en fonction des problèmes spécifiques présents. Par exemple, ceux ayant des muscles raides présentent une paralysie cérébrale spastique, ceux ayant une mauvaise coordination dans la locomotion ont une paralysie cérébrale ataxique, et ceux ayant des mouvements incontrôlés présentent une paralysie cérébrale dyskinétique.
Les troubles moteurs de la paralysie cérébrale sont souvent accompagnés de troubles sensoriels, perceptifs, cognitifs, de la communication et du comportement, d'une épilepsie et de problèmes musculo-squelettiques secondaires. » 
Il s'agit d'un état pathologique (non évolutif) non héréditaire comportant diverses atteintes neurologiques. Une cause exacte n'est pas toujours retrouvée mais elle est liée à la prématurité, l'hypoxie périnatale, les traumatismes cérébraux et l'ictère néonatal. Le degré d'atteinte neurologique est sévère dans un tiers des cas et modéré dans un sixième des cas.
Les sujets souffrant d'affections neurologiques dégénératives ou de retards moteurs liés à une déficience intellectuelle ne peuvent donc pas être considérés comme IMOC.

## Causes
Les causes sont le plus souvent une diminution voire un arrêt de l'apport de sang ou d'oxygène dans certaines parties du cerveau, ou une hémorragie cérébrale. Toutefois, les causes suivantes peuvent être identifiées en fonction des périodes. 90 % des cas de paralysie cérébrale ont une cause pré-natale. Des causes péri-natales sont parfois présentes, comme lors de l'asphyxie périnatale, causant souvent une quadriparésie spastique. 
Avant la naissance ou au moment de l'accouchement : la prématurité (30 % des nouveau-nés atteints sont nés prématurément.), la survenance d'un accident vasculaire cérébrale (AVC), une malformation du système nerveux central, une infection ou une intoxication maternelle (rubéole, toxoplasmose, cytomegalovirus, toxicomanie), un déficit en iode, une hyperthyroïdie, des saignements au 3e trimestre de grossesse, une éclampsie sévère, une grossesse multiple, une jaunisse, une mauvaise position du cordon ombilical autour du fœtus, un travail prolongé.

### Causes d'origine pré- ou anténatale
- Les malformations vasculaires pendant la gestation.
- Les spina bifida[4] avec hydrocéphalie.
- Manque d'oxygène : anoxie
- Incompatibilité du rhésus chez les parents
- Maladies métaboliques
- Retard de la croissance intra-utérin
- Embryopathies
- Infection fœtomaternelle (rubéole, toxoplasme, cytomégalovirus)

### Causes durant l'accouchement ou causes néonatales
- Traumatisme (application du forceps, hémorragie)
- Anoxie
- Asphyxie
- Analgésiques (dues à une administration de médicaments pouvant affecter la respiration de l'enfant)
- Prématurité (moins de 32 semaines d'aménorrhée)

### Causes après l'accouchement ou causes post-natales
- Tumeurs au cerveau
- Accident vasculaire cérébral (AVC)
- Traumatisme crânien (bébé qui tombe d'une hauteur…)
- Anoxie (empoisonnement ou étranglement)
- Infections (fièvre infantile, méningite…)
- Problèmes vasculaires
- Enfant secoué

## Classification
Étant donné la variabilité des atteintes neurologiques possibles, une classification s'impose en se basant sur le schéma de l'implication motrice et la distribution topographique.
Les troubles moteurs peuvent être classés en trois groupes :
- trouble moteur spastique : réflexes myotatiques hyperactifs et clonus ;
- trouble moteur dyskinétique : mouvements choréiques, athétosiques et balliques, dystonie et ataxie ;
- trouble moteur mixte : combinaison de spasticité et d'athétose impliquant tout le corps.

La distribution topographique distingue :
- monoplégie : un seul membre concerné, en général spastique. Rare, diagnostic difficile ;
- hémiplégie : spasticité des deux membres ipsilatéraux. Varus équin du membre inférieur et coude, poignet, doigts fléchis avec adduction du pouce, mais surtout perte de la proprioception et de la stéréognosie ;
- paraplégie : deux membres inférieurs spastiques, rare. Il faut exclure une atteinte de la moelle spinale ;
- diplégie : le plus fréquent, atteinte des deux membres inférieurs, spasticité marquée à leur racine, réflexes ostéotendineux exacerbés et signe de Babinski. Les hanches sont en adduction flexion et rotation interne. Genu valgum et valgus équin des pieds ;
- quadriplégie : atteinte des membres et du tronc avec difficulté d'élocution et dysphasie. 45 % de retard mental. Scoliose, rétractions et luxations de hanche[5].

### Forme hémiplégique
Les sujets atteints de cette forme d'IMC sont relativement autonomes physiquement mais souffrent souvent de troubles cognitifs importants. Ces troubles peuvent être dus à une épilepsie présente dans 40 % des cas ou à des troubles visuels importants (comme le strabisme…).

### Forme spastique
Cette forme est la plus fréquente et est le plus souvent la conséquence d'une naissance prématurée. Par spasticité on entend hypertonie musculaire ce qui perturbe la motricité fine du sujet qui peut également présenter des troubles de la sensibilité proprioceptive et de la stéréognosie.

### Forme athétosique
Cette forme qui représente 10 à 20 % des infirmités motrices cérébrales se caractérise par des mouvements involontaires exacerbés par l'émotion. Les personnes purement athétosiques ne souffrent généralement pas de troubles cognitifs associées.

## Épidémiologie
La paralysie cérébrale concerne une naissance vivante sur cinq cent cinquante. D'après la Haute Autorité de Santé (HAS), la paralysie cérébrale touche 4 nouveaux enfants en France par jour. Avec 125 000 personnes atteintes en France, la paralysie cérébrale est la première cause de handicap moteur apparaissant dans l’enfance. 

## Symptômes
Le cerveau commande les diverses fonctions du corps. Chacune des zones du cerveau est responsable d'une fonction déterminée. Pour chaque personne touchée, la nature et l'importance des troubles dépend des zones du cerveau affectées, de l’étendue des lésions et du moment de survenue de ces lésions. Un enfant sur quatre ne peut pas parler, un sur trois ne peut pas marcher, un sur quatre fait de l'épilepsie, 50 % en feront parmi ceux atteints d'hémiparésie, un sur deux présente une déficience intellectuelle.  La HAS souligne que la paralysie cérébrale entraîne le plus souvent des séquelles durables, notamment des problèmes moteurs, avec pour un tiers des cas, une impossibilité de marche autonome. Il existe très fréquemment des troubles associés, souvent méconnus ou sous-estimés, de la parole, de la vue, du repérage dans l’espace, et pour une personne sur deux, du développement intellectuel.
Les signes précurseurs de la paralysie cérébrale apparaissent généralement avant que l'enfant atteigne l'âge de 18 mois.
Les conséquences les plus communes sont :
- Concernant l'attitude corporelle : des positions insolites, des scolioses, l'utilisation préférentielle d'un des côtés du corps, un manque de coordination des mouvements, des tremblements voire des convulsions, une rigidité ou un manque exagéré de tonus.
- Concernant les sens : un assouplissement des sens, une surdité apparente, une difficulté de perception et de sensation.
- Autres conséquences possibles : un strabisme convergent, un retard de croissance, une fatigabilité élevée, des crises d'épilepsie, des troubles respiratoires (asthme principalement), de l'hypertension, des malnutritions, de l'incontinence urinaire, des troubles de l'apprentissage ou psychologiques (anxiété, dépression, troubles de l'humeur)[7].

## Traitement
À l'heure actuelle, il n'existe aucun traitement pour soigner totalement la paralysie cérébrale, mis à part le phénomène naturel de plasticité neuronale qui peut apporter des améliorations.
Cependant, il est possible de réduire certains troubles moteurs et d'améliorer la situation motrice de la personne atteinte. Le traitement de l'enfant paralysé cérébral doit appréhender la totalité de l'état de santé de l'enfant. D'un point de vue général, le traitement a pour but de rendre la vie aussi normale que possible et de procurer une indépendance maximale aux personnes atteintes. Il peut revêtir plusieurs formes :
- La kinésithérapie, permettant d'améliorer le contrôle postural et moteur, le développement de la force musculaire, l'endurance musculaire et cardiovasculaire ainsi que la mobilité en général. Pour réaliser cela, les kinésithérapeutes doivent proposer du renforcement musculaire, des exercices aérobies et de l’entraiment à la marche (avec ou sans aide technique)[8].
- La psychomotricité, axée sur le travail des capacités sensori-motrices globales (posturo-moteur) et fines (coordinations oculo-bucco-manuelles et écriture), la communication (notamment non verbale) et la cognition motrice.
- L'ergothérapie, axée sur une meilleure exécution des activités de la vie quotidienne, le développement de l'autonomie et la facilitation de l'accès de l'enfant à son environnement,
- L'orthophonie, aidant l'enfant à développer son langage oral et écrit, mettre en place des outils de communication, développer la cognition mathématique, compenser un éventuel trouble de l'articulation.
- l'éducation conductive, méthode de rééducation motrice élaborée dans les années 1940 par le pédiatre et pédagogue hongrois, András Pető, est particulièrement adaptée aux enfants IMC. Elle est pratiquée dans plus de 170 structures à travers le monde.
- les activités physiques adaptées peuvent aider l'enfant IMC à entretenir un rapport avec son corps autrement que par les soins médicaux et paramédicaux. Les expériences corporelles vécues en dehors du temps de rééducation, c'est-à-dire en pratiquant une activité physique vont favoriser les progrès de l’enfant IMC, satisfaire son besoin d’autonomie, de compréhension des mouvements de son corps, de découverte et de perception de l’espace environnant.

Certains traitements médicamenteux peuvent être prescrits.
La chirurgie orthopédique est envisagée dans certains cas pour intervenir au niveau des membres inférieurs et du rachis, notamment. Tout comme la neurochirurgie par rhizotomie dorsale sélective contre la spasticité.
Par ailleurs, les appareillages orthopédiques peuvent soulager l'enfant en facilitant sa mobilité, sécuriser ses déplacements, parfois même prévenir les difficultés liées à la respiration et à la déglutition. À cette fin, des types d'appareillages très différents peuvent être prescrits, allant des chaussures orthopédiques à certaines orthèses voire au fauteuil roulant. Ces dispositifs sont pris en charge par l'assurance maladie.
La rééducation intensive est pratiquée dans certains pays, mais il est difficile d'obtenir des données fiables sur son efficacité à moyen et long terme. En l’absence de données scientifiques et de cadre réglementaire, la HAS a ainsi publié en mars 2020 des recommandations de bonne pratique concernant la rééducation des personnes atteintes de paralysie cérébrale. 